# Balanegra
Balanegra è un comune spagnolo di 2.835 abitanti situato nella comunità autonoma dell'Andalusia.

Si costituì come comune autonomo nel giugno del 2015 distaccandosi da Berja.

## Storia

### Simboli
Lo stemma di Balanegra fu approvato il 10 novembre 1998 e iscritto nel Registro Andaluz de Símbolos de Entidades Locales ("Registro Andaluso dei Simboli delle Frazioni") il 30 novembre 2004.
La torre in araldica simboleggia l'integrità e la vigilanza. Nello stemma, in particolare, è raffigurata l'antica torre di Alhamilla, di cui non esistono resti. La noria rappresenta la ricchezza, giacché questo tipo di macchina idraulica fu fondamentale per lo sviluppo del paese tra il XIX e il XX secolo.
Le onde di argento e azzurro richiamano le spiagge mediterranee di Balanegra e il sole la sua popolazione con le sue possibilità di sviluppo futuro.

## Economia
L'economia locale si basa tradizionalmente su agricoltura e pastorizia. L'agricoltura si è evoluta nel XX secolo passando dalla tradizionale orticoltura alla coltivazione in serra, che oggi è la principale fonte di entrate. Allo stesso modo, anche la pastorizia ha subìto un processo di trasformazione, prima passando dalla transumanza alla stanzialità e poi quasi scomparendo.

Altra importante fonte di entrate è il turismo, specie quello estivo.